# Scheich Maksud
Scheich Maksud (arabisch الشيخ مقصود, kurdisch Şêxmeqsûd) ist ein überwiegend von Kurden bewohntes Stadtviertel im Norden der syrischen Großstadt Aleppo.

Militärische Lage in und um Aleppo (gelb: YPG in Scheich Maksud)

Das Stadtviertel wird im syrischen Bürgerkrieg von den kurdischen Volksverteidigungseinheiten (YPG) der Demokratischen Kräfte Syriens (SDF) kontrolliert. Im September 2013 kam es in Scheich Maksud mutmaßlich zu einem Einsatz von Chemiewaffen, weshalb UN-Chemiewaffeninspektoren Ermittlungen aufnahmen.